# Кой (Тверская область)
Кой — село в Сонковском районе Тверской области России, административный центр Койского сельского поселения.

## География
Расположено в 25 километрах к юго-востоку от районного центра Сонково.
Находится на левом (северном) берегу реки Корожечна, на восточной границе села протекает её приток Койка.

## Население
| 1859 | 1889 | 1897 | 1989 | 1996 | 2002 | 2010 |
| ---- | ---- | ---- | ---- | ---- | ---- | ---- |
| 668  | ↗672 | ↘636 | ↘256 | ↗260 | ↘225 | ↘166 |

## История
Старинное торговое село, известно с XV века.
В середине XIX века Кой — центр одноимённого прихода и волости Кашинского уезда Тверской губернии. В 1889 году в селе — 112 дворов, 672 жителя, кроме того, в деревне Бабаево (сейчас часть села) — 39 дворов, 212 жителей. В селе волостное правление, 2 школы, 2 церкви, 2 часовни, 3 трактира, 2 постоялых двора, 1 винная и 1 мелочная лавки, 1 пожарный сарай, вольная аптека, приёмный пункт. Кроме того, водяная мельница, маслобойня, кузница. 40 ульев и яблоневый сад (200 деревьев). В год 3 ярмарки и базары каждый воскресный день.
В 1929 году в селе образована коммуна «Труд», в 1931 — колхоз. С 1953 года Кой — центральная усадьба колхоза им. Майорова.
В 1996 году — 104 хозяйства, 260 жителей.

## Достопримечательности
В этом селе сохранилась заброшенная Троицкая церковь (1731 год) и ряд других церковных построек. Церковь снаружи была украшена цветными фресками из святого писания. Огромная пятиярусная колокольня практически разрушена.

## Известные жители
- Родился и умер Иван Николаевич Пономарёв (1844—1894) — русский писатель, прозаик, мемуарист, издатель.
- Родился Иван Васильевич Баженов (1855—1920) — историк церкви, краевед, этнограф, публицист и педагог.
- Родился Александр Петрович Куницын (1783—1840) — профессор Царско-сельского лицея, учитель Пушкина и Глинки.
- Родился священномученик Виктор (1872—1937) — диакон русской православной церкви, причислен к лику святых Новомучеников и Исповедников Российских на Юбилейном Архиерейском Соборе Русской Православной Церкви в августе 2000 года.